# Communauté de communes Causse Ségala-Limargue
Die Communauté de communes Causse Ségala-Limargue ist ein ehemaliger französischer Gemeindeverband (Communauté de communes) im Département Lot und der Region Midi-Pyrénées. Er wurde am 30. Dezember 1998 gegründet. 2014 erfolgte die Fusion mit der Communauté de communes Grand-Figeac.

## Mitglieder
- Albiac
- Anglars
- Aynac
- Cardaillac
- Espeyroux
- Issendolus
- Labathude
- Lacapelle-Marival
- Le Bourg
- Le Bouyssou
- Leyme
- Molières
- Rudelle
- Rueyres
- Saint-Bressou
- Sainte-Colombe
- Saint-Maurice-en-Quercy
- Thémines
- Théminettes

## Quelle
- Le SPLAF - (Website zur Bevölkerung und Verwaltungsgrenzen in Frankreich (frz.))